# Alfred Weber
Alfred Weber (30. července 1868 Erfurt – 2. května 1958 Heidelberg) byl německý národohospodář, sociolog a filosof, mladší bratr sociologa Maxe Webera.

## Život a působení
Narodil se v rodině národně-liberálního politika Maxe Webera st. a vyrůstal v Charlottenburgu u Berlína. Po maturitě 1888 studoval v Bonnu archeologii a dějiny umění, roku 1889 začal studovat práva na Univerzitě v Tübingenu a studium ukončil 1897 v Berlíně na Univerzitě Fridricha Viléma. Z podnětu G. von Schmollera začal pracovat na tématu „Domácí průmysl“, na něž se 1900 habilitoval. Přednášel v Berlíně a od roku 1904 na Německé univerzitě v Praze, kde mezi jeho žáky byli Max Brod a Franz Kafka, který u Webera promoval. Roku 1907 prosazoval rozdělení Čech na českou a německou část a téhož roku odešel do Heidelbergu. Tam byl mezi jeho žáky Erich Fromm a u Webera se habilitoval Norbert Elias.
Jako „katedrový socialista“ se zajímal o postavení továrních dělníků, kritizoval moderní byrokracii a kartely a propagoval „svobodný socialismus“. 1914 se přihlásil do války jako dobrovolník, 1915 organizoval v Berlíně konferenci o německých válečných cílech a prosazoval šíření německého vlivu na východ. Po válce se neúspěšně angažoval v politice a přednášel v Heidelbergu, až roku 1933 veřejně vystoupil s kritikou nacistické politiky a z profesorského místa odstoupil. V letech 1943–44 byl ve styku s opozicí, po válce se vrátil na univerzitu a vstoupil do Německé sociálně demokratické strany (SPD). Roku 1954 ho němečtí komunisté (KPD) bez jeho vědomí nominovali jako kandidáta na spolkového presidenta.

## Témata
Weber, pokračovatel Johanna von Thünena, se dlouhodobě zabýval otázkou, kde a proč se usazuje průmysl. Pokusil se vytvořit teorii, která umístění průmyslu vysvětlovala třemi faktory: dopravními náklady, náklady na pracovní sílu a působením aglomerací. Tato teorie byla později opuštěna.
V sociologii kultury vycházel Weber z předpokladu, že lidský život se odehrává ve třech oblastech: civilizační, společenské a kulturní. Do dvou prvních patří věda, technika, hospodářství a organizace státu, kdežto kulturní oblast zahrnuje umění, náboženství, filosofii a mýty. Nerovnoměrným vývojem těchto oblastí vznikají ve společnosti napětí a protože moderní člověk ztratil tradiční vazby kultury k ostatním oblastem, stává se postupně bezdomovcem.

## Dílo
- Die Krise des modernen Staatsgedankens in Europa (Krize moderní myšlenky státu v Evropě), Lipsko 1925
- Kulturgeschichte als Kultursoziologie (Dějiny kultury jako kulturní sociologie), Leiden 1935
- Der dritte oder vierte Mensch. Vom Sinn des geschichtlichen Daseins (Třetí či čtvrtý člověk. O smyslu historické existence), Mnichov 1953
- Gesamtausgabe in 10 Bänden, Metropolis-Verlag, Marburg 1997-2003 ISBN 3-89518-100-5